# Gustavo Suárez Pertierra
Gustavo Suárez Pertierra (ur. 27 lutego 1949 w Cudillero) – hiszpański polityk, prawnik i nauczyciel akademicki, parlamentarzysta, w latach 1993–1996 minister.

## Życiorys
Z wykształcenia prawnik, absolwent Universidad de Oviedo. Doktoryzował się na Universidad de Valladolid. Jako stypendysta rządu niemieckiego kształcił się także w Monachium. Pracował jako nauczyciel akademicki w Oviedo i Valladolid, zaś w 1978 objął katedrę prawa kanonicznego i kościelnego na Uniwersytecie Complutense w Madrycie.
Był działaczem socjalistycznej organizacji studenckiej ASU, następnie dołączył do Hiszpańskiej Socjalistycznej Partii Robotniczej (PSOE). W 1982 został dyrektorem generalnym do spraw religijnych w ministerstwie sprawiedliwości i przewodniczącym komisji doradczej do spraw wolności religijnej. Od 1984 był podsekretarzem stanu, a od 1990 sekretarzem stanu w ministerstwie obrony. W lipcu 1993 powołany na ministra edukacji i nauki w czwartym rządzie Felipe Gonzáleza. W czerwcu 1995 przeszedł na urząd ministra obrony, który sprawował do maja 1996. W latach 1996–2000 z ramienia PSOE był posłem do Kongresu Deputowanych.
W 2000 powrócił do działalności naukowej w ramach uniwersytetu UNED, od 2001 do 2005 był dyrektorem jednego z instytutów. Członek różnych towarzystw naukowych i komitetów doradczych. W latach 2005–2012 pełnił funkcje prezesa think tanku Real Instituto Elcano.